# Neromia propinquilinea
Neromia propinquilinea là một loài bướm đêm trong họ Geometridae.